# グラニーティ
グラニーティ（イタリア語: Graniti）は、イタリア共和国シチリア州メッシーナ県にある、人口約1,500人の基礎自治体（コムーネ）。

## 地理

### 位置・広がり
メッシーナ県のコムーネ。県都メッシーナから南西へ44kmの距離にある。

#### 隣接コムーネ
隣接するコムーネは以下の通り。括弧内のCTはカターニア県所属を示す。
- アンティッロ
- カスティリオーネ・ディ・シチーリア (CT)

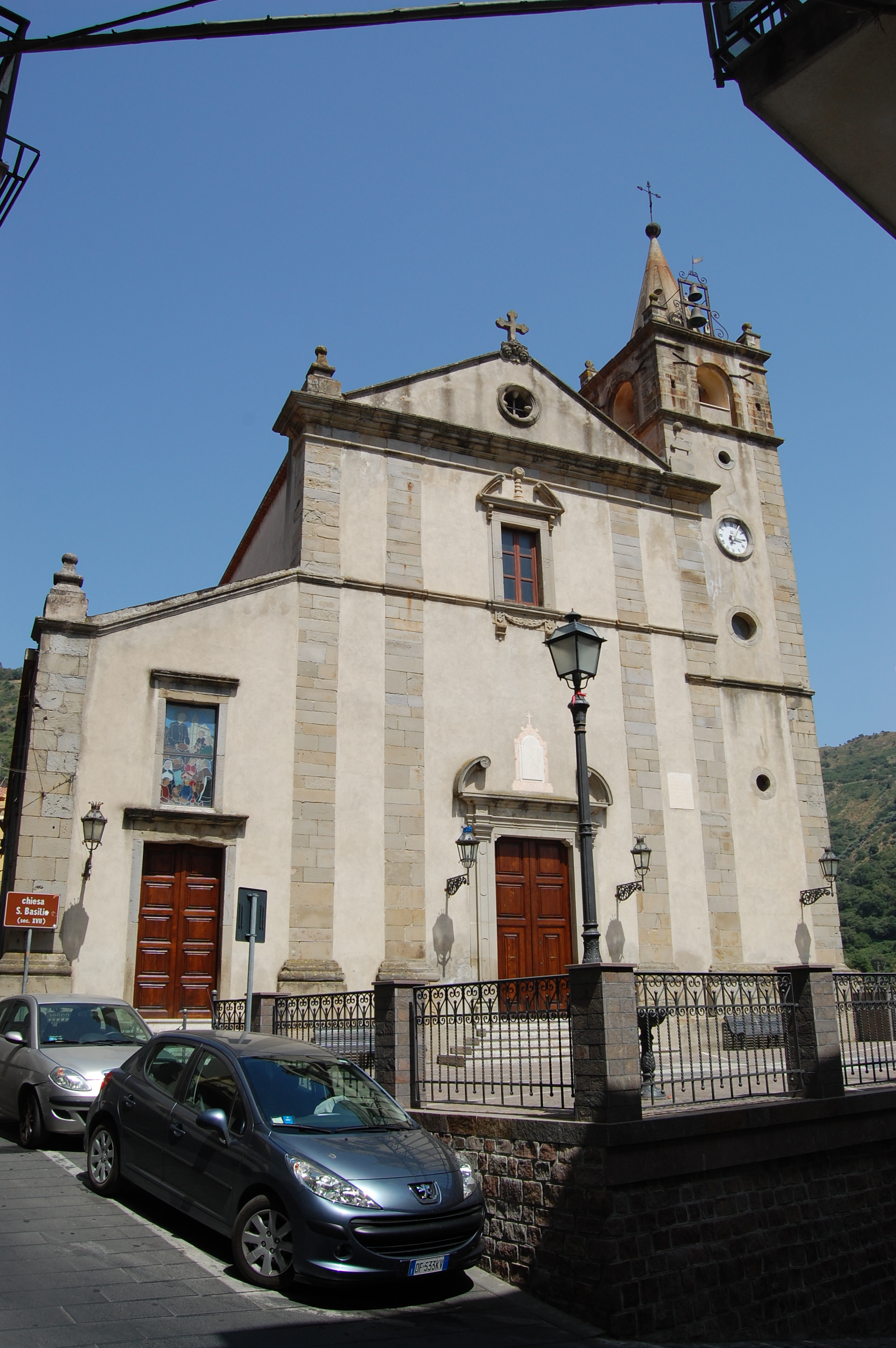
Chiesa di San Basilio Magn

- ガッジ
- モンジュッフィ・メリーア
- モッタ・カマストラ

## 行政

### 分離集落
グラニーティには、以下の分離集落（フラツィオーネ）がある。
- Finaita, Muscianò e Postoleone.